# Валентина Георгієва
Валентина Георгієва (болг. Валентина Георгиева; нар. 28 липня 2006, Софія, Болгарія) — болгарська спортивна гімнастка. Срібна призерка Чемпіонату Європи 2024 року з опорного стрибка. Вона пропустила майже два роки змагань через травму, отриману на Чемпіонаті Європи 2022 року, але повернулася на Кубок світу зі спортивної гімнастики 2024 року і пройшла кваліфікацію на Олімпійські ігри 2024 року. Юніоркою виграла срібну медаль з опорного стрибка на Чемпіонаті Європи 2020 року.

## Ранні роки
Народилася 28 липня 2006 року в Софії. У чотири роки почала займатися художньою гімнастикою, але перейшла на спортивну гімнастику в сім років. У неї є старший брат Ніколай.

## Кар'єра

### Юніорка
Брала участь у Чемпіонаті Європи 2020 року серед юніорів в Мерсіні, де виграла срібну медаль в опорному стрибку, а золота дісталась Ані Бербосу. У багатоборстві посіла 14-ту сходинку, а болгарська команда посіла восьме місце. Вона також була національною чемпіонкою Болгарії з багатоборства серед юніорів у 2018—2021 роках.

### Доросла кар'єра

#### 2022 рік
2022 року на Кубку світу в Баку у кваліфікації для проходження в фінал опорного стрибка показала найкращий результат, але у підсумку стала сьомою. На Кубку виклику зі спортивної гімнастики у Варні кваліфікувалася до фіналу з опорного стрибка і довільних вправ, посівши сьоме та шосте місця відповідно. На Кубку виклику зі спортивної гімнастики в Осієку, Хорватія, виборола золоту медаль з опорного стрибку, випередивши Тею Белак і Тяшу Киселеф. Представниця Болгарії посіла перше місце на Кубку світу зі спортивної гімнастки вперше з 2017 року. Крім того, вона стала сьомою у вільних вправах.
На Чемпіонаті Європи 2022 року в Мюнхені кваліфікувалася у фінал з опорного стрибка, посівши шосте місце. Однак отримала травму під час приземлення в першому з двох стрибків у фіналі і не змогла завершити змагання. Пізніше повідомляли, що вона отримала перелом стегнової кістки та розрив передньої хрестоподібної зв'язки. 9 вересня їй зробили операцію для відновлення зв'язки та меніску.

#### 2024 рік
Георгієва оголосила, що повернеться до змагань на Кубку світу зі спортивної гімнастики 2024 року, щоб позмагатися за участь в літніх Олімпійських іграх 2024 року. Її першим змаганням став Кубок світу в Каїрі, на якому посіла друге місце в опорному стрибку після представниці Північної Кореї Ан Чханок. Також посіла друге місце на Кубку світу в Котбусі, знову поступившись Ан Чханок. На Кубку світу в Баку стала золотою медалісткою, що гарантувало їй кваліфікацію на Олімпійські ігри 2024 року. На Олімпійських іграх вона посіла 5 місце в опорному стрибку.

## Результати

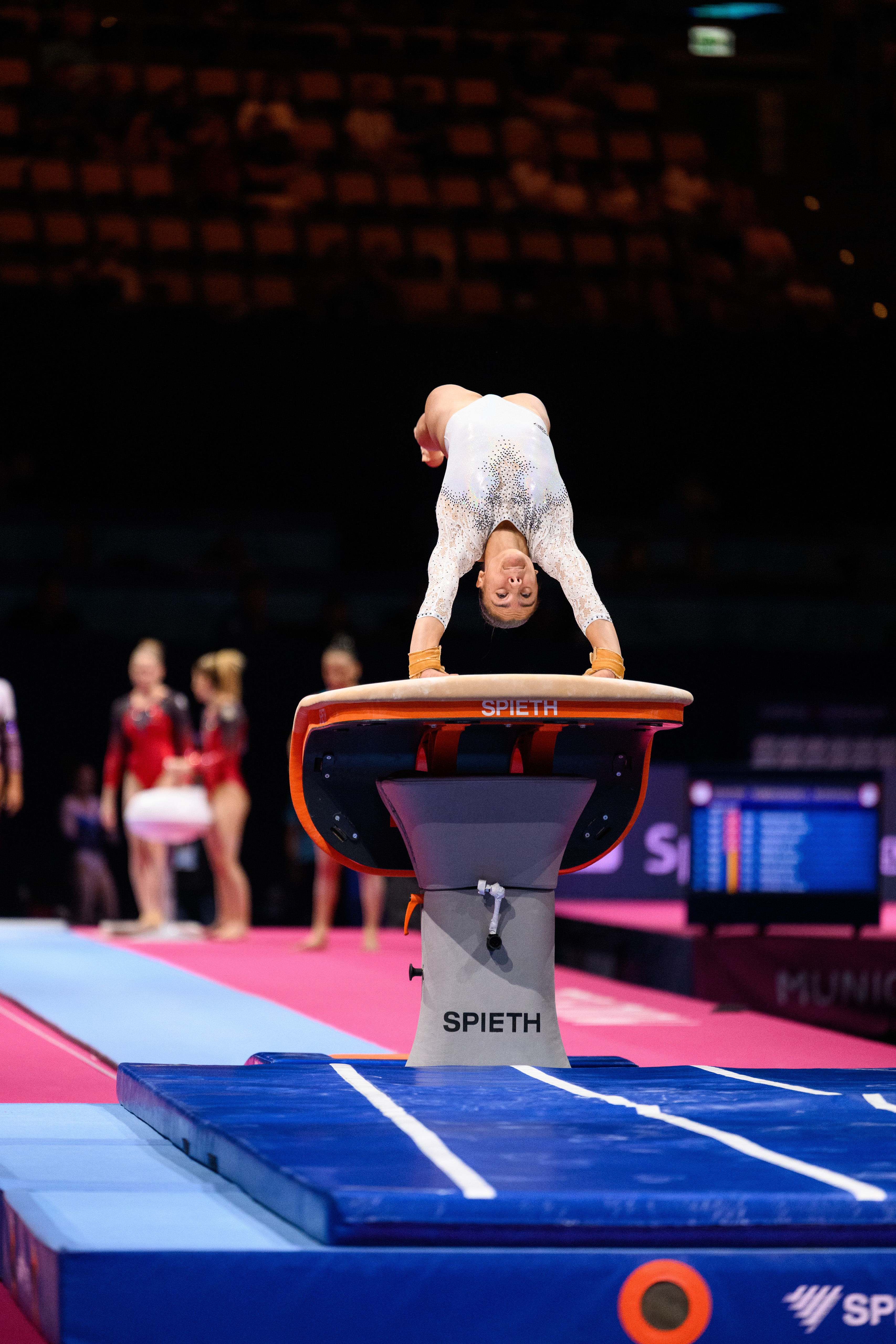
Георгієва на Чемпіонаті Європи 2022 року

| Рік                | Змагання             | Команда            | Індив.             | ОС                 | РБ                 | К                  | ВВ                 |
| Юніорські змагання | Юніорські змагання   | Юніорські змагання | Юніорські змагання | Юніорські змагання | Юніорські змагання | Юніорські змагання | Юніорські змагання |
| ------------------ | -------------------- | ------------------ | ------------------ | ------------------ | ------------------ | ------------------ | ------------------ |
| 2020               |                      |                    |                    |                    |                    |                    |                    |
| Чемпіонат Європи   | 8                    | 14                 | 2                  |                    |                    |                    |                    |
| Дорослі змагання   |                      |                    |                    |                    |                    |                    |                    |
| 2022               | Кубок світу, Баку    |                    |                    | 7                  |                    |                    |                    |
| 2022               | Кубок виклику, Варна |                    |                    | 7                  |                    |                    | 6                  |
| 2022               | Кубок виклику, Осієк |                    |                    | 1                  |                    |                    | 7                  |
| 2022               | Чемпіонат Європи     |                    |                    | DNF                |                    |                    |                    |
| 2024               | Кубок світу, Каїр    |                    |                    | 2                  |                    |                    |                    |
| 2024               | Кубок світу, Котбус  |                    |                    | 2                  |                    |                    |                    |
| 2024               | Кубок світу, Баку    |                    |                    | 1                  |                    |                    |                    |
| 2024               | Кубок світу, Доха    |                    |                    | 3                  |                    |                    |                    |
| 2024               | Чемпіонат Європи     |                    |                    | 2                  |                    |                    |                    |
| 2024               | Олімпійські ігри     |                    |                    | 5                  |                    |                    |                    |